# Echinuria
Echinuria är ett släkte av rundmaskar. Enligt Catalogue of Life ingår Echinuria i familjen Acuariidae, men enligt Dyntaxa är tillhörigheten istället familjen Thelaziidae.
Kladogram enligt Catalogue of Life och Dyntaxa:
| Echinuria | \| \| Echinuria australis \| \| \| \| \| \| Echinuria uncinata \| \| \| \| |
|           | \| \| Echinuria australis \| \| \| \| \| \| Echinuria uncinata \| \| \| \| |
|           | Acuaria                                                                    |
|           |                                                                            |
|           | Cosmocephalus                                                              |
|           |                                                                            |
|           | Sciadiocara                                                                |
|           |                                                                            |
|           | Streptocara                                                                |
|           |                                                                            |
|           | Viktorocara                                                                |
|           |                                                                            |
|           | Echinuria australis                                                        |
|           |                                                                            |
|           | Echinuria uncinata                                                         |
|           |                                                                            |

|  | Echinuria australis |
|  |                     |
|  | Echinuria uncinata  |
|  |                     |